# Sandra Suruagy
Sandra Maria Suruagy Lima, född 17 april 1963 i Maceió, är en brasiliansk före detta volleybollspelare.

Suruagy blev olympisk bronsmedaljör i volleyboll vid sommarspelen 1996 i Atlanta.

## Klubbar
| Klubb                   | Land      | Från | Till |
| ----------------------- | --------- | ---- | ---- |
| Iate Clube Pajuçara     | Brasilien | 1978 | 1978 |
| Clube de Regatas Brasil | Brasilien | 1978 | 1983 |
| AA Supergasbrás         | Brasilien | 1983 | 1990 |
| Armazém das Fábricas    | Brasilien | 1990 | 1991 |
| AA Rio Forte            | Brasilien | 1991 | 1993 |
| Alianza Lima            | Peru      | 1993 | 1994 |
| BCN/Guarujá             | Brasilien | 1994 | 1995 |
| Sollo/Tietê             | Brasilien | 1995 | 1996 |
| BCN/Osasco              | Brasilien | 1996 | 1997 |
| Rexona                  | Brasilien | 1998 | 1999 |
| CR Vasco da Gama        | Brasilien | 2000 | 2001 |